# Tanay Chheda

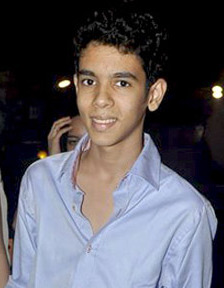
Tanay Chheda, 2011

Tanay Chheda (* 27. Juni 1996 in Mumbai) ist ein indischer Schauspieler. 
Bekannt wurde Chheda durch seine Rollen in den Filmen Taare Zameen Par (2007), Slumdog Millionär (2008), My Name Is Khan (2010) und Hexe Lilli – Die Reise nach Mandolan (2011).
Chheda lebt in Mumbai, wo er die Dhirubhai Ambani International School besucht. Seine hervorragenden Leistungen in der Schule brachten ihm Empfehlungen seiner Lehrer, sich für die Harvard University einzuschreiben, ein.
Insgesamt spielte Chheda in vier Filmen, für die er jeweils sehr gute Kritik und Auszeichnungen bekam. International bekannt wurde er jedoch in dem mit acht Oscars ausgezeichneten Film Slumdog Millionär, der auch bisher sein größter Film war. Für diese Rolle gewann er 2009 zusammen mit der restlichen Besetzung den Screen Actors Guild Award in der Kategorie Bestes Schauspielensemble. Chheda spricht fließend Hindi sowie Englisch.
Seine deutsche Synchronstimme ist Lukas Schust.

## Filmografie
- 2006: Don – Das Spiel beginnt (Don – The Chase Begins Again)
- 2007: Taare Zameen Par – Ein Stern auf Erden (Taare Zameen Par)
- 2008: Slumdog Millionär (Slumdog Millionaire)
- 2008: Sukrit's Sundays (Kurzfilm)
- 2010: My Name Is Khan
- 2011: Hexe Lilli – Die Reise nach Mandolan